# Ловошув
Лово́шув (пол. Łowoszów) — село в Польше в гмине Олесно Олесненского повета Опольского воеводства.

## География
Село находится в 5 км от административного центра гмины города Олесно и в 37 км от административного центра воеводства города Ополе. Село располагается возле дороги 494. Примерно в 1 км на север от села находится исток реки Богацицы.

## История
C 1936 года и до окончания Второй мировой войны село называлось «Lauschen».
В 1975—1998 годах село входило в Ченстоховское воеводство.

## Достопримечательности
- Церковь Пресвятой Девы Марии Помощницы Верных.